# Mali Brgud
Mali Brgud je naselje u Hrvatskoj u sastavu općine Matulja. Nalazi se u Primorsko-goranskoj županiji.

## Zemljopis
Sjeverozapadno je Veli Brgud, istočno su Ružići i Permani, jugoistočno su Mučići, južno su Brešca, jugozapadno su Zaluki i Zvoneće.

## Stanovništvo
| broj stanovnika |       | 119   | 127   | 136   | 140   | 149   |       | 145   | 138   | 133   | 126   | 119   | 90    | 100   | 118   | 134   | 130   |
|                 | 1857. | 1869. | 1880. | 1890. | 1900. | 1910. | 1921. | 1931. | 1948. | 1953. | 1961. | 1971. | 1981. | 1991. | 2001. | 2011. | 2021. |